# Antoine de Mouchy
Antoine de Mouchy, connu en latin sous le nom de Démocharès, est un théologien français, né à Ressons (Picardie), mort en 1574. 

## Biographie
Il enseigne la philosophie et la théologie à la Sorbonne, devient docteur en 1540, ensuite chanoine de Noyon. Le cardinal de Lorraine l’emmène au concile de Trente (1562) ; il est un des commissaires nommés par Henri II pour instruire le procès d’Anne Du Bourg, participe au colloque de Poissy et au concile de Reims (1564). 
Il est curé de Saint-Germain-le-Vieux de 1566 à 1570, date à laquelle il cède sa cure à Jacques Bourlé, en échange de la chapellenie de celui-ci.
Il se signale par son zèle contre les protestants et prend le titre d’inquisiteur de la foi en France ; il en remplit les fonctions en faisant épier et poursuivre les hérétiques. Mézeray prétend que la dénomination de mouchards, donnée aux espions de police, est dérivée du nom de Mouchy, parce que l’on s’en servait pour désigner les agents qu’il employait à découvrir les sectaires de la Réforme.

## Œuvres
Ce théologien a laissé, entre autres écrits, un traité De sacrificio missæ.